# تشوي جونج وون
تشوي جونج وون (بالكورية: 최정원)‏ هي ممثلة كورية جنوبية. ولدت يوم 24 أبريل 1981 في بوسان في كوريا الجنوبية.

## روابط خارجية
- تشوي جونج وون على موقع IMDb (الإنجليزية)
- تشوي جونج وون على موقع قاعدة بيانات الفيلم (الإنجليزية)